# محطة قطار الحانيف
محطة قطار الحانيف هي محطة سكة حديد جزائرية تقع بإقليم بلدية الحانيف بولاية البويرة .

## موقع السكك
تقع المحطة وسط مدينة الحانيف على الخط المؤدي من الجزائر العاصمة إلى سكيكدة حيث تسبقها محطة قطار العجيبة و تليها محطة قطار آث منصور.

## خدمة المسافرين

### خدمة الخطوط
تخدم محطة الحانيف قطارات إقليمية من المواصلات :
- الجزائر - سطيف
- الجزائر - بجاية .

### مواضيع ذات صلة
- الموقع الرسمي للشركة الوطنية للنقل بالسكك الحديدية